# Флорентий Страсбургски
Флорентий Страсбургски (на немски: Florentius von Straßburg, der Blühende; на френски: Florent de Strasbourg; * 6 век; † 3 април ок. 600, Страсбург) е Светия, 13. епископ на Страсбург (618 – 624?). Чества се на 3 април или на 7 ноември.

## Биография
Флорентий е ирландско-шотландски монах, който се остановява в Елзас, където се разбирал с животните. Наблизо резидирал крал Дагоберт I, чиято дъщеря по рождение била глуха и сляпа. Той го кани при себе си и, преди да дойде, дъщеря му е излекувана. От благордарност Дагоберт му подарява земя, където Флорентий създава манастир, посветен на Богородица.
Флорентий става епископ на Страсбург след смъртта на Св. Арбогаст. Той умира и е погребан в църквата, която ръководил като жив.